# Strada statale 122 Agrigentina
La strada statale 122 Agrigentina (SS 122) è una strada statale italiana, che ha inizio ad Agrigento e termina al bivio Benesiti, nelle campagne di Enna. Essa si snoda attraverso le province di Agrigento e Caltanissetta, lambendo, nel suo tratto finale, anche la provincia di Enna. Lungo il suo percorso attraversa i comuni di Agrigento, Favara, Castrofilippo, Canicattì, Serradifalco, San Cataldo e Caltanissetta.
Nel corso degli anni la sua importanza di collegamento tra Agrigento e Caltanissetta è stata notevolmente ridimensionata dalla realizzazione, negli anni settanta, della strada statale 640 di Porto Empedocle (oggi detta "Strada degli Scrittori"), strada a scorrimento veloce che consentì tempi di percorrenza tra i due capoluoghi molto più brevi.
Tuttavia la strada esercita ancora un ruolo importante di collegamento tra città vicine e di alternativa alla SS 640 per il transito di mezzi agricoli lenti e pesanti, molto presenti nella Sicilia centromeridionale.

## Percorso
La strada ha origine a nord di Agrigento (località Quadrivio Spinasanta), dall'innesto senza soluzione di continuità con la strada statale 118 Corleonese Agrigentina, nell'intersezione a quadrifoglio con la strada statale 189 della Valle del Platani, non lontano dalla stazione di Agrigento Bassa. Un breve tratto iniziale in variante di poco più di 2 km, in cui assume le caratteristiche di strada a scorrimento veloce, ha sostituito la vecchia sede stradale, ora rinominata via Pier Santi Mattarella. Superato lo svincolo Petrusa, in cui interseca la strada statale 640 Strada degli Scrittori, la statale attraversa i comuni di Favara e Castrofilippo, sviluppandosi su un tracciato tortuoso, con pendenza relativamente costante, intervallato da tratti rettilinei, per tutto il suo percorso fino a Canicattì. Superato Canicattì, la strada incrocia la strada statale 123 ter Tangenziale Est di Canicattì e prosegue per circa 3 km come strada a scorrimento veloce, fino all'uscita Canicattì nord sulla SS 640. La strada procede nuovamente sul tortuoso sedime originale superando Serradifalco e raggiungendo San Cataldo. Tra San Cataldo e Caltanissetta la strada raggiunge il suo punto più alto nel passo di Babbaurra (circa 700 m s.l.m.). Successivamente attraversa Caltanissetta e la sua frazione, il Villaggio Santa Barbara, passa in prossimità della zona archeologica di Sabucina e si inoltra all'interno della riserva naturale di Capodarso. Tramite il ponte Capodarso la strada oltrepassa il fiume Imera meridionale, che segna il confine tra le province di Caltanissetta e Enna. Lungo l'ultimo tratto si incontra la miniera dismessa di Pasquasia. La strada termina, dopo quasi 90 km da Agrigento, al bivio Benesiti, non lontano dalla frazione di Borgo Cascino (Enna), dove si immette senza soluzione di continuità sulla strada statale 117 bis Centrale Sicula.

### Attraversamenti urbani
Nel tempo non sono state realizzate grandi varianti al tracciato originale. A causa di ciò il tragitto è rimasto pressoché invariato e prevede ancora l'attraversamento urbano di diversi centri abitati, di cui costituisce spesso l'asse interno più importante. Tuttavia questo non rappresenta un problema serio, poiché la strada statale 640 Strada degli Scrittori assorbe la maggior parte del flusso veicolare, alleggerendone parecchio il traffico.
I comuni di Favara, Canicattì, San Cataldo e Caltanissetta, avendo una popolazione superiore ai 10.000 abitanti, hanno competenza sui tratti che ne attraversano i centri abitati. Il comune di Castrofilippo ha una popolazione inferiore ai 10.000 abitanti, per cui il tratto di statale che l'attraversa è di competenza dell'ANAS.
Pur attraversando l'area abitata di Agrigento, la strada non è di competenza comunale; la via Pier Santi Mattarella è stata definitivamente declassata a strada comunale, e non viene più considerata come SS 122.

#### Canicattì
La strada funge come spina dorsale dell'intero tessuto urbano di Canicattì, che attraversa da sud a nord attraverso tre lunghe vie, fino ad innestarsi alla strada statale 122 ter Tangenziale Est di Canicattì. In ordine, la strada assume i seguenti nomi:
- via giudice Antonino Saetta
- viale della Vittoria
- viale Regina Margherita
- via Vittorio Emanuele

#### Caltanissetta

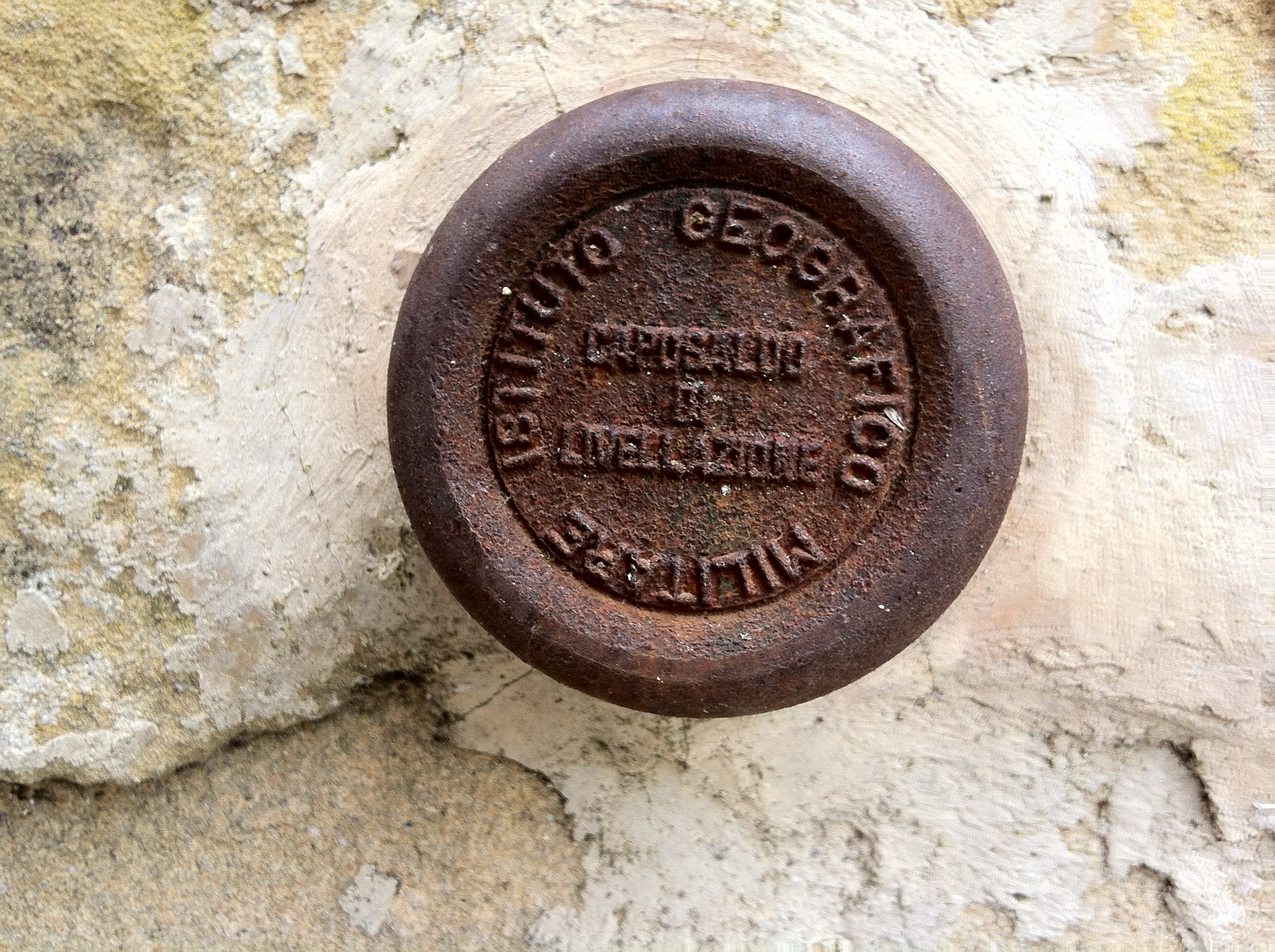
Punto di livello altimetrico dell'IGM posto in viale Luigi Monaco a quota 631 m

Il percorso della strada prevede anche l'attraversamento urbano della città di Caltanissetta, gestito dal comune per tutta l'estensione all'interno del centro cittadino. A partire dal confine occidentale della città, la strada assume diversi nomi. In ordine:
- viale Luigi Monaco
- viale della Regione
- via Rosso di San Secondo
- viale Conte Testasecca
- corso Vittorio Emanuele
- via Vespri Siciliani
- via Xiboli

La SS 122 torna sotto la gestione ANAS subito dopo l'attraversamento del Villaggio Santa Barbara.

#### Altri attraversamenti urbani
Favara
A Favara la strada costituisce il maggiore asse viario della cittadina e comprende:
- viale Aldo Moro
- corso Vittorio Veneto
- via Ugo Foscolo
- via Pietro Nenni

Castrofilippo
Nel caso di Castrofilippo la strada, qui denominata via Nazionale, lambisce solamente il centro abitato.
San Cataldo
Anche a San Cataldo la strada costituisce parte dell'asse principale della città. Le varie denominazioni della strada sono:
- via Carlo Forlanini
- via Cammarata
- corso Vittorio Emanuele
- via Trieste
- via Babbaurra

### Tabella percorso
| Agrigentina |                                                          |      |           |
| Tipo        | Indicazione                                              | ↓km↓ | Provincia |
|             | Corleonese Agrigentina della Valle del Platani           | 0,0  | AG        |
|             | Strada degli Scrittori                                   | 2,3  | AG        |
|             | Strada degli Scrittori                                   | 2,5  | AG        |
|             | Favara per Bivio Crocca, SS 115                          | 10,1 | AG        |
|             | Sella Monello di Naro                                    | 20,6 | AG        |
|             | Castrofilippo                                            | 23,0 | AG        |
|             | per Strada degli Scrittori                               | 26,4 | AG        |
|             | Canicattì di Licata delle Solfare di Naro                | 33,1 | AG        |
|             | Tangenziale Est di Canicattì                             | 35,3 | AG        |
|             | Strada degli Scrittori                                   | 38,3 | AG        |
|             | Strada degli Scrittori                                   | 38,5 | AG        |
|             | Ferrovia Caltanissetta Xirbi-Agrigento                   | 40,1 | CL        |
|             | Serradifalco-Mussomeli                                   | 45,0 | CL        |
|             | per Serradifalco                                         | 47,0 | CL        |
|             | per Mussomeli                                            | 49,0 | CL        |
|             | San Cataldo San Cataldo-Marianopoli                      | 58,6 | CL        |
|             | Caltanissetta Viale della Regione Strada degli Scrittori | 64,6 | CL        |
|             | Caltanissetta Piazza Garibaldi Agrigentina               | 66,8 | CL        |
|             | Villaggio Santa Barbara                                  | 70,9 | CL        |
|             | Ponte Capodarso Fiume Imera meridionale                  | 78,4 | CL/EN     |
|             | di Marcatobianco della Valle del Salso                   | 79,0 | EN        |
|             | Bivio Benesiti Centrale Sicula                           | 88,0 | EN        |